# 香坂美充
香坂 美充（こうさか みあ）は、日本のバーチャルYouTuber、バーチャルシンガー。

## 来歴
2018年12月28日、YouTubeにてデビューした。

## 人物
週に1回の企画動画と、ピアノアレンジのカバー楽曲を主に投稿している。キャラクターデザインはPOKImariが担当。
性別は女性、身長は152cm、体重は38kg、誕生日は2004年4月14日、血液型はB型。長所は「マイペースなところ」、短所は「ちょっと時間にルーズなところ」、趣味は「コスメ集め」「耳かき動画を見ること」、小さい頃の夢は「トンボになること」。
歌以外の動画では、「円城さん」と呼ばれる人物が声のみ出演する場合がある。

## ディスコグラフィ
出典：

### オリジナル楽曲
|     | タイトル                    | 配信日         | 規格     |
| --- | --------------------------- | -------------- | -------- |
| 1st | Love New York〜From Tokyo〜 | 2019年3月27日  | 音楽配信 |
| 2nd | OH! Young Heart             | 2019年12月16日 | 音楽配信 |

### カバー楽曲
|    | タイトル                               | 配信日         | 規格     |
| -- | -------------------------------------- | -------------- | -------- |
| 1  | Hello,Morning（Pa's Lam System Remix） | 2018年12月29日 | 音楽配信 |
| 2  | シャルル                               | 2019年1月26日  | 音楽配信 |
| 3  | おとなの掟                             | 2019年2月16日  | 音楽配信 |
| 4  | 秒針を噛む                             | 2019年3月25日  | 音楽配信 |
| 5  | 蝶々結び                               | 2019年5月10日  | 音楽配信 |
| 6  | FOREVER〜あなたに会いたい〜            | 2019年12月22日 | 音楽配信 |
| 7  | 惑星ループ                             | 2020年1月18日  | 音楽配信 |
| 8  | Rainy～雨に打たれて～                  | 2020年1月25日  | 音楽配信 |
| 9  | adrenaline!!!                          | 2020年2月1日   | 音楽配信 |
| 10 | R.O.C.K.E.T                            | 2020年2月10日  | 音楽配信 |
| 11 | 夢、時々、、、                         | 2020年2月29日  | 音楽配信 |

## 出演

### テレビ番組
2019年
いくぞニッポン！こども経済TV（3月31日、テレビ東京）
- ミテ☆コレ（4月4日、テレビ長崎）
- ミッドナイトシャッフル（4月4日、IBCテレビ）

### ラジオ番組
- Tokyo V Radio（2020年1月16日～毎週火曜日生配信開始）

### イベント
- TOUCH FES 2019 SUMMER（2019年6月8日・6月9日、 ベトナム ホーチミン市）[6]
- It’s a Virtual ＆ Real Pop World!（2019年9月14日、池袋HUMAXシネマズ）

### 書籍
- EX大衆 2019年6月号『エキサイティングな人々』[7]

### その他
- パセラAKIBAマルチエンターテインメント（コメント・MV館内放送）